# Allan Wood
Allan Wood (Wollongong, 16 aprile 1943 – Città di Gold Coast, 12 ottobre 2022) è stato un nuotatore australiano.
Specializzato nelle gare di mezzofondo in stile libero, ha vinto due medaglie di bronzo alle Olimpiadi di Tokyo 1964: nei 400 m e 1500 m sl.

## Palmarès
- Olimpiadi
  - Tokyo 1964: bronzo nei 400 m e 1500 m sl.